# The X Factor (Storbritannien, sæson 4)
Den fjerde sæson af The X Factor havde premiere og afslutning i 2007. Kate Thornton stoppede som vært og blev erstattet af Dermot O'Leary, mens Ben Shephard blev erstattet som vært i The Xtra Factor af Fearne Cotton. Louis Walsh, Sharon Osbourne og Simon Cowell vendte tilbage som dommere, mens Dannii Minogue blev tilføjet til dommertrioen. Louis Walsh havde tidligere været fjernet som dommer og var ikke til stede ved auditions i London, hvor han blev afløst af Brian Friedman. Vinderen var Leon Jackson.
Auditions fandt sted i London, Manchester, Birmingham, Sheffield, Glasgow, Cardiff og Belfast. Louis Walsh fik deltagerne over 25, Sharon Osbourne fik pigerne (14-25), Dannii Minogue fik drengene (14-25) og Simon Cowell fik grupperne.